# Maohokita
La maohokita és un mineral de la classe dels òxids. Rep el nom en honor de Ho-Kwang Mao (毛 河 光) (n. 18 de juny de 1941, Xangai, Xina), geòleg del Laboratori de Geofísica de la Carnegie Institution for Science. És expert en altes pressions i temperatures i ha aconseguit repetidament les pressions de laboratori més altes del món. Entre molts honors, va rebre la Medalla Roebling del 2005.

## Característiques
La maohokita és un òxid de fórmula química MgFe₂O₄. Va ser aprovada com a espècie vàlida per l'Associació Mineralògica Internacional l'any 2017, sent publicada per primera vegada el 2018. Cristal·litza en el sistema ortoròmbic.
L'exemplar que va servir per a determinar l'espècie, el que es coneix com a material tipus, es troba depositat a les col·leccions mineralògiques del museu de geologia de l'Institut Guangzhou de Geoquímica de l'Acadèmia Xinesa de les Ciències, amb el número de catàleg: xy-shock gneiss 290.

## Formació i jaciments
Va ser descoberta al cràter Xiuyan, situat a la localitat de Pianling, dins el comtat de Xiuyan (Liaoning, República Popular de la Xina). Es tracta de l'únic indret de tot el planeta on ha estat descrita aquesta espècie mineral.